# TATSA GNC 12

## Descripción
Un intento más de producir buses urbanos con motores a Gas Natural Comprimido (G.N.C.), primero de una empresa argentina en el nuevo siglo después de Pauny y algún otro aislado. El aire acondicionado y las cámaras de estacionamiento y seguridad interior son los dos opcionales con los que cuenta. Según TATSA: "Ofrece gran reducción de emisiones contaminantes en especial material particulado".

## Ficha técnica

### Motor
- CUMMINS CG 280
- Ubicación Trasero
- Norma anticontaminación EURO IV-V
- Cilindros 6 en línea
- Potencia máxima 210 kW (280 HP) @ 2000 rpm
- Par motor máximo 1150 Nm (848 lb.ft) @ 1300 rpm
- Sistema de combustible inyección directa
- Combustible gas oil
- Refrigeración agua

### Transmisión
- Automática ALLISON TORQMATIC T 325 R
- Velocidades 5
- Retardador (opcional) SI

### Suspensión
- NEUMATICA de pulmones cilíndrico

### Eje Delantero DANA – Spicer E07061
- Capacidad máxima 6350 kg (14000 lb)

### Eje Trasero DANA – Spicer 25171
- Capacidad máxima 11350 kg (25000 lb)

### Dirección
- Tipo Hidráulico

### Capacidades
- Tanque de Combustible 240 m³

### Frenos Delanteros
Sistema Neumático a Disco

### Frenos Traseros
Sistema neumático a campana 

### Dimensiones
- Largo: 12000 mm
- Distancia entre ejes: 6050 mm
- Trocha delantera 2300 mm
- Trocha trasera 1990 mm
- Alto: 2200 mm
- Ancho externo: 2500 mm
- Radio de Giro: 9,95 M

### Peso
- Peso bruto total 16700 kg (36817 lb)
- Peso bruto total eje delantero 6280 kg (13845 lb)
- Peso bruto total eje trasero 10420 kg (22972 lb)
- Peso en orden de marcha 12660 kg (27910 lb)

### Ruedas
- Radiales 275/80R 22,5”

### Llantas
- A discos de acero 22,5

### Sistema Eléctrico
- Tensión nominal 24 volts. Alternador 24 V 80 Ah. Baterías 2 x 12V.